# Gunung Raya (Tanjung Sakti Pumu)
Gunung Raya is een bestuurslaag in het regentschap Lahat van de provincie Zuid-Sumatra, Indonesië. Gunung Raya telt 924 inwoners (volkstelling 2010).